# تريشور
تريشور (بالهندية: तृश्शूर)‏ هي مدينة، في الهند، تقع في كيرلا، هي عاصمة منطقة ثريسور، بلغ عدد سكانها 315,596 نسمة وذلك حسب إحصائيات سنة 2011، تبلغ مساحتها 101.42 كيلومتر مربع، رمزها البريدي هو 680001.

## المناخ
يظهر الجدول التالي التغييرات المناخية على مدار السنة لتريشور:
| البيانات المناخية لـتريشور         | البيانات المناخية لـتريشور | البيانات المناخية لـتريشور | البيانات المناخية لـتريشور | البيانات المناخية لـتريشور | البيانات المناخية لـتريشور | البيانات المناخية لـتريشور | البيانات المناخية لـتريشور | البيانات المناخية لـتريشور | البيانات المناخية لـتريشور | البيانات المناخية لـتريشور | البيانات المناخية لـتريشور | البيانات المناخية لـتريشور | البيانات المناخية لـتريشور |
| الشهر                              | يناير                      | فبراير                     | مارس                       | أبريل                      | مايو                       | يونيو                      | يوليو                      | أغسطس                      | سبتمبر                     | أكتوبر                     | نوفمبر                     | ديسمبر                     | المعدل السنوي              |
| ---------------------------------- | -------------------------- | -------------------------- | -------------------------- | -------------------------- | -------------------------- | -------------------------- | -------------------------- | -------------------------- | -------------------------- | -------------------------- | -------------------------- | -------------------------- | -------------------------- |
| متوسط درجة الحرارة الكبرى °م (°ف)  | 31 (88)                    | 32 (90)                    | 34 (93)                    | 36 (97)                    | 35 (95)                    | 30 (86)                    | 29 (84)                    | 30 (86)                    | 30 (86)                    | 30 (86)                    | 31 (88)                    | 31 (88)                    | 32 (89)                    |
| متوسط درجة الحرارة الصغرى °م (°ف)  | 20 (68)                    | 22 (72)                    | 25 (77)                    | 27 (81)                    | 27 (81)                    | 24 (75)                    | 23 (73)                    | 23 (73)                    | 24 (75)                    | 24 (75)                    | 23 (73)                    | 21 (70)                    | 24 (74)                    |
| الهطول مم (إنش)                    | 32 (1.3)                   | 26 (1.0)                   | 39 (1.5)                   | 147 (5.8)                  | 391 (15.4)                 | 576 (22.7)                 | 391 (15.4)                 | 367 (14.4)                 | 417 (16.4)                 | 467 (18.4)                 | 223 (8.8)                  | 47 (1.9)                   | 3٬123 (123)                |
| متوسط أيام هطول الأمطار (≥ 0.1 mm) | 3                          | 3                          | 5                          | 13                         | 17                         | 26                         | 28                         | 24                         | 18                         | 23                         | 13                         | 4                          | 177                        |
| المصدر:                            |                            |                            |                            |                            |                            |                            |                            |                            |                            |                            |                            |                            |                            |

## أعلام
- جونسون
- بيهافانا بالاشاندران
- فيكرام كومار
- جناكي آما
- ريما كلينجال